# AQUAシステム
AQUAシステム（アクアシステム、Accurate and QUick Analysis System for Source Parameters.）は、防災科学技術研究所が開発して2005年度より運用する高精度即時震源パラメータ解析システム。震源の位置、マグニチュード、発震機構（メカニズム解）を即時的に推定して公開する、地震警報システムである。
なお、速報性を重視しているため、気象庁の緊急地震速報とはマグニチュードの推定値が異なることも多く、推定結果には大きな誤差を含んでいる場合がある。また、誤差が大きいなど信頼性が劣ると判断される場合には、情報の公開は行われない。

## 概要
すべては自動処理で行われ、全国に設置されている高感度地震観測網 (Hi-net)、気象庁、大学などからのリアルタイムの観測データを基に、AQUAシステムのために新たに開発した着未着法と呼ばれる「最低2点でのP波到達時刻と他の観測点では未だ到着していない」データを用いる手法により、即時的な震源決定を実現した。その後、2007年に情報発信の即時性を高める改良が行われて以降は改良前のシステムと区別するため、「新AQUA」システムと呼ぶこともある。
気象庁が2007年10月1日より、本格運用を開始した緊急地震速報の構築に貢献した。気象庁の緊急地震速報は、震源の位置と規模（マグニチュード）最大震度を推定しているのに対し、AQUAシステムでは発震機構（メカニズム）も同時に解析（CMT解）する。

### AQUAの種類
| 情報種別   | 所要時間          | 解説                                                                   |
| ---------- | ----------------- | ---------------------------------------------------------------------- |
| AQUA-REAL  | 地震を検知 - 数秒 | 着未着法に基づいて震源情報を推定                                       |
| AQUA-RAPID | 5 - 30秒          | 波面推定法による震央位置の推定                                         |
| AQUA-HYPO  | 10 - 30秒         | 波面推定法、最小二乗法による震源位置、モーメント・マグニチュードの推定 |
| AQUA-MT    | 2 - 5分           | モーメント・テンソル解析によるメカニズム推定                           |
| AQUA-CMT   | 4 - 8分           | セントロイド・モーメント・テンソル解析によるメカニズム推定             |

## 仕組み
高感度地震計では人間の経済活動や気象現象に伴う微小な震動も常に検知しているため、P波による初期微動と判断する震動を5000nm/s以上としたうえで震動を記録した観測点のデータを利用し、震源位置（緯度 / 経度 / 深さ / 時刻）、地震規模（Mw : モーメント・マグニチュード）の推定を並行して行う。

### 震源決定
2001年に開発された超即時震源決定システムのデータを利用し、2点以上の Hi-net観測点で、RMS振幅が 5000nm/s以上の震動を検出した箇所の時刻データ（トリガー時刻）のみを利用し、計算を開始する。15観測点（トリガー時刻から3秒から4秒が経過した後）以上になると、最小二乗法による震源決定計算を開始し、すべての処理はトリガー時刻から17秒程度で完了する。
なお、AQUAシステムにおける震源とは、最大のエネルギーを放出した地点を指し、気象庁における破壊開始点とは異なる。

### 規模推定
トリガー時刻から2秒間の1秒RMS振幅値を利用し、次式によりモーメント・マグニチュードを (Mw) 算出する。
- 計算式は、

{\displaystyle {\rm {M=1.49\log {\alpha }+1.91\log \Delta -0.0118D-5.44(\Delta \leq 200km)}}}
(α:RMS 振幅(nm/sec), Δ:震源距離(km), D:震源の深さ(km) ）

### 発振機構の解析
前述「震源決定」で得られた震源情報を初期震源として、広帯域地震観測網 F-net (F-net Broadband Seismograph Network) で得られたデータを用い、観測された波形に最も近い結果が得られたパラメータを、発震機構として採用する。ただし、初期震源解析結果は、実際の規模と比較して小さく解析される傾向がある。
MT解
即時性を優先する解析として、周囲の6 観測点のみを用いて、震央を初期震央に固定した解析方法。
グリッドサーチ法
使用する観測点の数を増やし、初期震源の周りに水平方向0.05°、深さ3km 間隔および時間1 秒間隔でグリッドを配置し、各グリッド毎にモーメントテンソル解析を行う解析方法。
CMT解
セントロイド・モーメント・テンソル (Centroid Moment Tensor) の略で、観測された地震波形を最もよく説明する地震の位置（セントロイド）、規模（モーメント・マグニチュード）、および発震機構（震源パラメータ）を同時に求める解析法。通常の震源決定手法では十分な精度が得られない海域下で発生する、地震の深さの推定にも有効である。なお、当該システムによるMw6.0以上の地震のAQUA-CMT解は、世界標準とされているハーバード大学CMT解とほぼ一致している。

## 東北地方太平洋沖地震におけるAQUAシステム
2011年に発生した東北地方太平洋沖地震本震とアウターライズ型の余震に対し、AQUAシステムは適切なMT解やCMT解を得られなかった。本震で適切な解が得られなかった原因は、発震機構解析に利用しようとしたF-net観測点からの波形が振り切れ（飽和し）、正確なデータが得られなかったためである。これらの問題点に対し、波形解析手法中にM7以上の場合の処理を追加すると共に、M8以上にも対応する新たな解析パラメータを設定することと、セントロイド深さの探索範囲を広げて解析回数を増やすことで解決した。しかし、M9クラスの解析では解析結果の精度が十分ではないため、改良が続けられている。
なお、気象庁の運用する緊急地震速報においても、観測波形の飽和や停電による観測データの未着などにより、マグニチュードの頭打ちが発生して実際の規模と乖離した結果が得られていた。

## その他
平成15年度（2003年）より、5年計画で文部科学省からの委託で行われた「高度即時的地震情報伝達網実用化プロジェクト」において気象庁と共に開発に着手し、平成19年度に完成した。